# Georgette Lenoir
Georgette Lenoir, född (uppgift saknas), död (uppgift saknas), var en fransk friidrottare med löpgrenar som huvudgren. Lenoir var världsrekordhållare i löpning 800 meter och 1000 meter och blev silvermedaljör vid den första Damolympiaden 1922 i Paris och var en pionjär inom damidrott.

## Biografi
Georgette Lenoir föddes i mellersta Frankrike, i ungdomstiden var hon aktiv friidrottare och gick senare med i kvinnoidrottsföreningen "Fémina Sport" (grundad 1912) i Paris. Hon tävlade för klubben under hela sin aktiva idrottskarriär och specialiserade sig på medeldistanslöpning. Hon innehade flera världsmästartitlar på olika löpdistanser. och tävlade även i höjdhopp.
1922 deltog hon vid Damspelen 1922 i Monte Carlo där hon tävlade i löpning 250 m, höjdhopp, femkamp (då löpning 60 m, 300 m, spjutkastning, höjdhopp och kulstötning) dock utan att nå medaljplats. Den 6 augusti samma år satte hon världsrekord i löpning 1000 meter vid tävlingar i Paris, detta blev även det första officiella världsrekordet i denna gren. Den 20 augusti samma år satte hon även världsrekord i löpning 800 meter, även detta blev det första officiella världsrekordet i denna gren.
Den 25 juni 1922 satte hon även världsrekord i stafettlöpning 4 x 250 meter (med Andrée Darreau, Simone Chapoteau, Georgette Lenoir som tredje löpare och Cécile Maugars) med tiden 2:33,4 min vid en tävling i Colombes.
Lenoir deltog i den första ordinarie Damolympiaden den 20 augusti 1922 i Paris. Under idrottsspelen vann hon silvermedalj i löpning 1000 meter efter Lucie Bréard.
Lenoir deltog sedan även vid Damolympiaden 1923 i Monte Carlo där hon satte franskt rekord (och inofficiellt världsrekord) under uttagningarna i löpning 500 meter och 1000 meter dock utan att nå medaljplats. Senare samma år deltog hon i sina första franska mästerskap (Championnats de France d'Athlétisme - CFA) där hon tävlade i löpning 1000 meter vid tävlingar 15 juli i Bourges, hon bröt dock tävlingen.
Vid franska mästerskapen 1924 tog hon silvermedalj i löpning 1000 meter vid tävlingar 14 juli på Pershingstadion i Paris.
Den 12 juli 1925 blev hon fransk mästare i löpning 1000 meter vid tävlingar på "Stade du Métropolitan Club" i Colombes. Hon tävlade sedan på samma distans även 1928  (4:e plats, och även 4:e plats på 800 meter) och 1929 (5:e plats).